# スタディオン・トポリツァ
スタディオン・トポリツァ（セルビア語: Stadion Topolica）は、モンテネグロ・バールに所在する多目的競技場である。

## 概要
1986年、バールの中心地に開設。サッカーグラウンドが3面あり、メイングラウンドは収容人数2500人、サブグラウンドは収容人数2000人である。その他の施設として陸上トラックと照明がある。また隣接地には体育館のスポルツカ・ドヴォラナ・トポリツァが存在しており、両者合わせて総合スポーツ広場となっている。

## 本拠地
メイングラウンドを本拠地とするクラブはFKモルナルである。その他にサブグラウンドを本拠地とするFKスロガ・バール、FKパルチザン・バールが存在する。さらに女子サッカーのŽFKプリスタンもこのスタジアムを本拠地としている。陸上トラックはACモルナルが使用している。
1994年以降は国際陸上の会議でも用いられている。